# Стасив, Любовь Владимировна
Любовь Владимировна Стасив (укр. Любов Стасів; род. 21 июля 1962 года, Ивано-Франковск) — украинский политик, Народный депутат Украины V созыва. Мать-героиня Украины.
Член Украинской республиканской партии с 1994 года.

## Биография
Окончила Московский институт электронной техники (1987) и исторический факультет Прикарпатского университета.
С 1998 года состоит в Ассоциации исследователей голодоморов на Украине (АИГУ).
Работала главным редактором издания «Самостійна Україна».
Заместитель руководителя Главной службы гуманитарной политики и по вопросам сохранения национального и культурного наследия Секретариата Президента Украины (2008—2010).
С 2010 года — Председатель Украинского фонда поддержки предпринимательства.
Мать пятерых детей.
«Мы большой вред наносим нашему обществу, воспитанию молодого поколения, когда приучаем людей не любить богатых, чиновников, не уважать их» .